# Edward Furlong
Edward Furlong (n. 2 august 1977, Glendale, California) este un actor american. Printre rolurile care l-au făcut celebru se numără John Connor din Terminator 2: Ziua Judecății și Daniel Vinyard din American History X. A fost nominalizat de două ori la Premiile Saturn, iar în 1992 a câștigat premiul pentru cel mai bun tânăr actor pentru rolul din Terminator 2. A mai câștigat și premiul MTV Movie pentru cel mai bun debut, tot cu acest rol.

## Biografie
Edward Furlong s-a născut în Glendale, California. Mama sa este Eleanor Furlong, iar tatăl este necunoscut. În familia sa, din partea mamei, are rude mexicane. Are un frate vitreg, Bobby Torres, din căsătoria mamei sale cu Moises Torres. În 1990 a fost nevoit să se mute cu unchiul și mătușa sa, Nancy Tafoya și Sean Furlong. Au câștigat custodia copilului Edward, pe care au pierdut-o în favoarea mamei mai târziu. A urmat cursurile Eliot Middle School în Altadena și mai târziu ale liceului South Pasadena din California.  Și-a făcut debutul în Terminator 2. A fost descoperit de către directorul de casting Mali Finn. Încă de pe atunci a spus că nu își dorea o carieră în actorie, dar a simțit că asta era ceea ce voia să facă pe mai departe. A jucat în filme alături de Meryl Streep sau Liam Neeson. În 1993 a apărut în videoclipul trupei Aerosmith, Living on the Edge. A urmat un alt videoclip, alături de Alicia Silverstone.

## Filmografie

### Film
| An   | Titlu                             | Rol                           | Note |
| ---- | --------------------------------- | ----------------------------- | --- |
| 1991 | Terminator 2: Judgment Day        | John Connor                   | Premiul Saturn pentru cea mai bună interpretare a unui actor tânăr MTV Movie Award for Best Breakthrough Performance Young Artist Award for Best Youth Actor Leading Role in a Motion Picture Drama Las Vegas Film Critics Society Award for Youth in Film Teen Choice Award for Film - Choice Breakout Performance Nominalizare - Chicago Film Critics Association Award for Emerging Actor |
| 1992 | Pet Sematary II                   | Jeff Matthews                 | Nominalizare – Saturn Award for Best Performance by a Younger Actor |
| 1992 | American Heart                    | Nick Kelson                   | Nominalizare – Independent Spirit Award for Best Supporting Male |
| 1993 | A Home of Our Own                 | Shayne Lacey                  | Young Artist Award for Best Youth Actor Leading Role in a Motion Picture Drama Nominalizare – Young Artist Award for Outstanding Youth Ensemble in a Motion Picture |
| 1994 | Brainscan                         | Michael Brower                | |
| 1994 | Little Odessa                     | Reuben Shapira                | |
| 1995 | The Grass Harp                    | Collin Fenwick                | |
| 1996 | T2 3-D: Battle Across Time        | John Connor                   | |
| 1996 | Before and After                  | Jacob Ryan                    | |
| 1998 | Pecker                            | Pecker                        | |
| 1998 | American History X                | Danny Vinyard                 | Nominalizare – Young Artist Award pentru cel mai bun tânăr actor într-un film artistic |
| 1999 | Detroit Rock City                 | Hawk                          | |
| 2000 | Animal Factory                    | Ron Decker                    | |
| 2001 | The Knights of the Quest          | Simon di Clarendon            | |
| 2003 | 3 Blind Mice                      | Thomas Cross                  | |
| 2005 | Venice Underground                | Gary                          | |
| 2005 | Intermedio                        | Malik                         | |
| 2005 | Nice Guys                         | Tye                           | Lansat ca High Hopes |
| 2005 | The Crow: Wicked Prayer           | Jimmy Cuervo/The Crow         | |
| 2005 | Cruel World                       | Philip Markham                | |
| 2006 | Jimmy and Judy                    | Jimmy Wright                  | |
| 2006 | The Visitation                    | Brandon Nichols               | Premiera pe DVD |
| 2006 | The Covenant: Brotherhood of Evil | David Goodman                 | |
| 2006 | Warriors of Terra                 | Chris                         | |
| 2006 | Canes                             | David Goodman                 | Premiera la Festivalul de Film de la Cannes. Pe DVD în altă parte |
| 2007 | Living & Dying                    | Sam                           | |
| 2008 | Dark Reel                         | Adam Waltz                    | |
| 2009 | Stoic                             | Harry Katish                  | |
| 2009 | Night of the Demons               | Colin Levy                    | |
| 2009 | Darfur                            | Adrian Archer                 | Lansat ca Attack on Darfur |
| 2010 | Kingshighway                      | Dino Scarfino                 | nelansat |
| 2010 | Crave                             | Ravi                          | post producție |
| 2010 | This is not a movie               | Pete Nelson                   | viitorul apropiat |
| 2010 | The Mortician                     | Petrovsky                     | post producție |
| 2011 | The Green Hornet                  | Mr. Tupper                    | |
| 2011 | Tequila                           | Smith                         | viitorul apropiat |
| 2011 | For The Love of Money             | Tommy                         | |
| 2011 | Bind                              | Teddy                         | pre producție |
| 2011 | Witness Insecurity                | Johnny                        | post producție |
| 2012 | The Zombie King                   | Samuel Peters/The Zombie King | |
| 2012 | Remnants                          | Brad                          | |
| 2012 | Arachnoquake                      | Charlie                       | |
| 2012 | Below Zero                        | Jack/Frank                    | |
| 2013 | Assault on Wall Street            | Sean                          | |

### Televiziune
| An   | Titlu               | Rol             | Note                                                                     |
| ---- | ------------------- | --------------- | ------------------------------------------------------------------------ |
| 1991 | Saturday Night Live | John Connor     | Episodul: Linda Hamilton/Mariah Carey                                    |
| 2006 | CSI: NY             | Shane Casey     | Episode: Hung Out to Dry Episodul: Raising Shane                         |
| 2010 | CSI: NY             | Shane Casey     | Episodul: Redemption Episodul: Vacation Getaway Episodul: The 34th Floor |
| 2012 | Perception          | Pete            | Episodul: Nemesis                                                        |
| 2012 | The Glades          | Wayne Baldinger | Episodul: Public Enemy                                                   |

## Premii și nominalizări
| An   | Premiu                   | Categorie | Film                       | Rezultat     |
| ---- | ------------------------ | --- | -------------------------- | ------------ |
| 1992 | MTV Movie Award          | Cea mai bună interpretare -debutant                                                                                        | Terminator 2: Judgment Day | Câștigat     |
| 1992 | Saturn Award             | Cea mai bună interpretare a unui actor tânăr                                                                               | Terminator 2: Judgment Day | Câștigat     |
| 1993 | Saturn Award             | Cea mai bună interpretare a unui actor tânăr                                                                               | Pet Sematary Two           | Nominalizare |
| 1994 | Independent Spirit Award | Best Supporting Male | American Heart             | Nominalizare |
| 1994 | Young Artist Award       | Best Youth Actor Leading Role in a Motion Picture Drama                                                                    | A Home of Our Own          | Câștigat     |
| 1994 | Young Artist Award       | Outstanding Youth Ensemble in a Motion Picture (shared with Miles Feulner, Clarissa Lassig, Amy Sakasitz and Sarah Schaub) | A Home of Our Own          | Nominalizare |
| 1999 | Young Artist Award       | Best Supporting Young Actor Performance in a Feature Film                                                                  | American History X         | Nominalizare |